# Challenger de Barletta 2025
El torneo Open Città della Disfida 2025 es un torneo de tenis perteneciente al ATP Challenger Tour 2025 en la categoría Challenger 75. Se trata de la 25ª edición; el torneo tendrá lugar en la ciudad de Barletta (Italia), desde el 31 de marzo hasta el 6 de abril de 2025 sobre pista dura bajo techo de tierra batida al aire libre.

## Jugadores participantes del cuadro de individuales
| Preclasificado | País                       | Jugador           | Rank1 | Posición en el torneo |
| 1              | Bandera de Francia         | Valentin Royer    | 121   | Semifinales           |
| 2              | Bandera de Francia         | Grégoire Barrère  | 157   | Primera ronda         |
| 3              | Bandera de República Checa | Dalibor Svrčina   | 165   | CAMPEÓN               |
| 4              | Bandera de Croacia         | Duje Ajduković    | 167   | Primera ronda         |
| 5              | Bandera del Reino Unido    | Dan Evans         | 183   | Cuartos de final      |
| 6              | Bandera de Bélgica         | Gauthier Onclin   | 211   | Primera ronda         |
| 7              | Bandera del Reino Unido    | Paul Jubb         | 159   | Primera ronda         |
| 8              | Bandera de Uzbekistán      | Khumoyun Sultanov | 221   | Segunda ronda         |

- 1 Se ha tomado en cuenta el ranking del 17 de marzo de 2025.

### Otros participantes
Los siguientes jugadores recibieron una invitación (wild card), por lo tanto ingresan directamente al cuadro principal (WC):
- Pierluigi Basile
- Jacopo Berrettini
- Marco Cecchinato

Los siguientes jugadores ingresan al cuadro principal tras disputar el cuadro clasificatorio (Q):
- Lilian Marmousez
- Tiago Pereira
- Dino Prižmić
- Vitaliy Sachko
- Jelle Sels
- Jacopo Vasamì

## Campeones

### Individual Masculino
- Dalibor Svrčina derrotó en la final a  Vitaliy Sachko por 7–5, 6–3

### Dobles Masculino
- Alexander Merino /  Christoph Negritu derrotaron en la final a   Mats Hermans /  Tiago Pereira por 7–6(5), 6–2